# Вини (буква)
Вини (ვ, груз. ვინი) — шестая буква грузинского алфавита.

## Использование
В грузинском языке обозначает звук [v]. Числовое значение в изопсефии — 6 (шесть).
Также используется в грузинском варианте лазского алфавита, используемом в Грузии. В латинице, используемой в Турции, ей соответствует v.
Ранее использовалась в абхазском (1937—1954) и осетинском (1938—1954) алфавитах на основе грузинского письма, после их перевода на кириллицу в обоих случаях была заменена на в.
Во всех системах романизации грузинского письма передаётся как v. В грузинском шрифте Брайля букве соответствует символ ⠺ (U+283A).

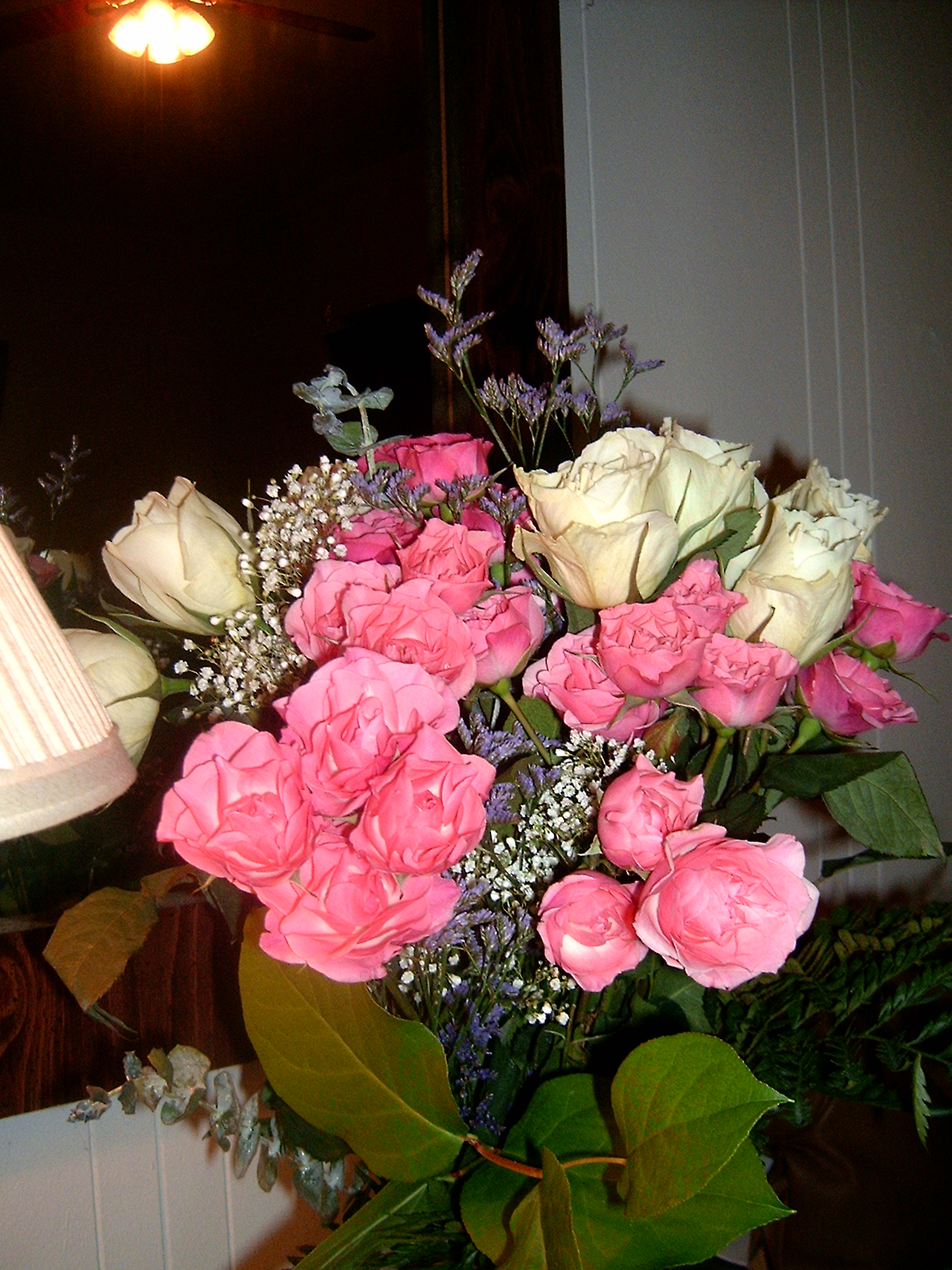
ვარდი (варди) — Роза

## Написание
| Асомтаврули | Нусхури | Мхедрули |
| ----------- | ------- | -------- |
|             |         |          |

## Кодировка
Вини асомтаврули и вини мхедрули включены в стандарт Юникод начиная с самой первой его версии (1.0.0) в блоке «Грузинское письмо» (англ. Georgian) под шестнадцатеричными кодами U+10A5 и U+10D5 соответственно.
Вини нусхури была добавлена в Юникод в версии 4.1 в блок «Дополнение к грузинскому письму» (англ. Georgian Supplement) под шестнадцатеричным кодом U+2D05; до этого она была унифицирована с вини мхедрули.
Вини мтаврули была включена в Юникод в версии 11.0 в блок «Расширенное грузинское письмо» (англ. Georgian Extended) под шестнадцатеричным кодом U+1C95.